# Paul Ehrlich
Paul Ehrlich (n. 14 martie 1854, Strehlen, Regatul Prusiei, Imperiul German – d. 20 august 1915, Bad Homburg vor der Höhe, Hessa, Germania) a fost un om de știință evreu-german, laureat al Premiului Nobel în anul 1908 la secțiunea „Fiziologie sau Medicină”. A descoperit Salvarsanul, considerat primul antibiotic din lume și primul medicament împotriva sifilisului.
În 1910, a început utilizarea pe scară largă a salvarsanului, dar în curând a devenit clar că, cu cantitatea sa insuficientă, agentul cauzal al bolii se adaptează rapid. Da, s-a făcut o descoperire secundară, dar foarte importantă - rezistența la medicamente.
În anul 1891, Ehrlich a început să lucreze în domeniul chimioterapiei studiind efectul antimalaric al albastrului de metil. Deși a reușit să vindece 2 pacienți, acest tratament nu s-a dovedit a fi superior chininei, utilizată la vremea respectivă pe scară largă. Soldaților americani le-au displăcut efectele sale secundare – urina se făcea verde și albul ochilor albastru, deși problema era remediată odată ce încheiau tratamentul cu albastru de metil. Micul său succes, totuși, a fost decisiv în cariera sa științifică în domeniul chimioterapiei moderne. Ehrlich a concluzionat că albastrul de metilen are o afinitate clară pentru parazit, cu toxicitatea scăzută pentru pacient.